# キャサリン・ジェンキンス
キャサリン・ジェンキンス（Katherine Jenkins, 1980年6月29日 - ）は、イギリスウェールズ南部のウェストグラモーガン州ニース出身のメゾソプラノ歌手  。

## 概要
若くして歌唱コンクールで優勝し、 王立音楽アカデミーで学ぶ。2003年、ローマ教皇ヨハネ・パウロ二世の在位25周年を称えてウェストミンスター大聖堂で歌唱を披露し広く世間の注目を集めた。 
ファッションモデルや、パブリックスクールの音楽教師の経歴を持ち、2004年に23歳で発表したデビュー・アルバム Première （日本版『プルミエール』）がクラシックチャートで初登場第1位、8週連続1位。同年リリースの二枚目のアルバム Second Nature （日本版『ディーヴァ』）は発売2ヶ月でプラチナ・アルバム（百万枚突破アルバム）となり9ヶ月連続1位、ポップチャートでもトップ20入りする。クラシックのみならずジャンルを超えたレパートリーが話題となって人気に拍車をかけ、デビュー年にクラシックミュージシャンとしてイギリスでマリア・カラス以来、最大・最速の売り上げを記録。2005年10月末に発表した三枚目のアルバムもベストセラー入りしている。2005年、2006年には、年間最優秀アルバムとしてClassic Brit Awardsを受賞。コンサートの他、スポーツイベント、テレビ番組、多くの慈善団体チャリティ活動に出演している。
アメリカでは2005年4月12日に La Diva （英国版 Second Nature）でデビュー。日本でのデビューは、CDが11月16日に『プルミエール』と『ディーヴァ』の二枚を同時リリース。日本デビューのためのプロモーションで初来日した際、11月7日に東京丸ビルでJ-WAVE主催の公開録音イベント「Marunouchi Classy Concert」に出演しているため、日本デビューの日付は厳密には2005年11月7日となる。

## 出生と若年期

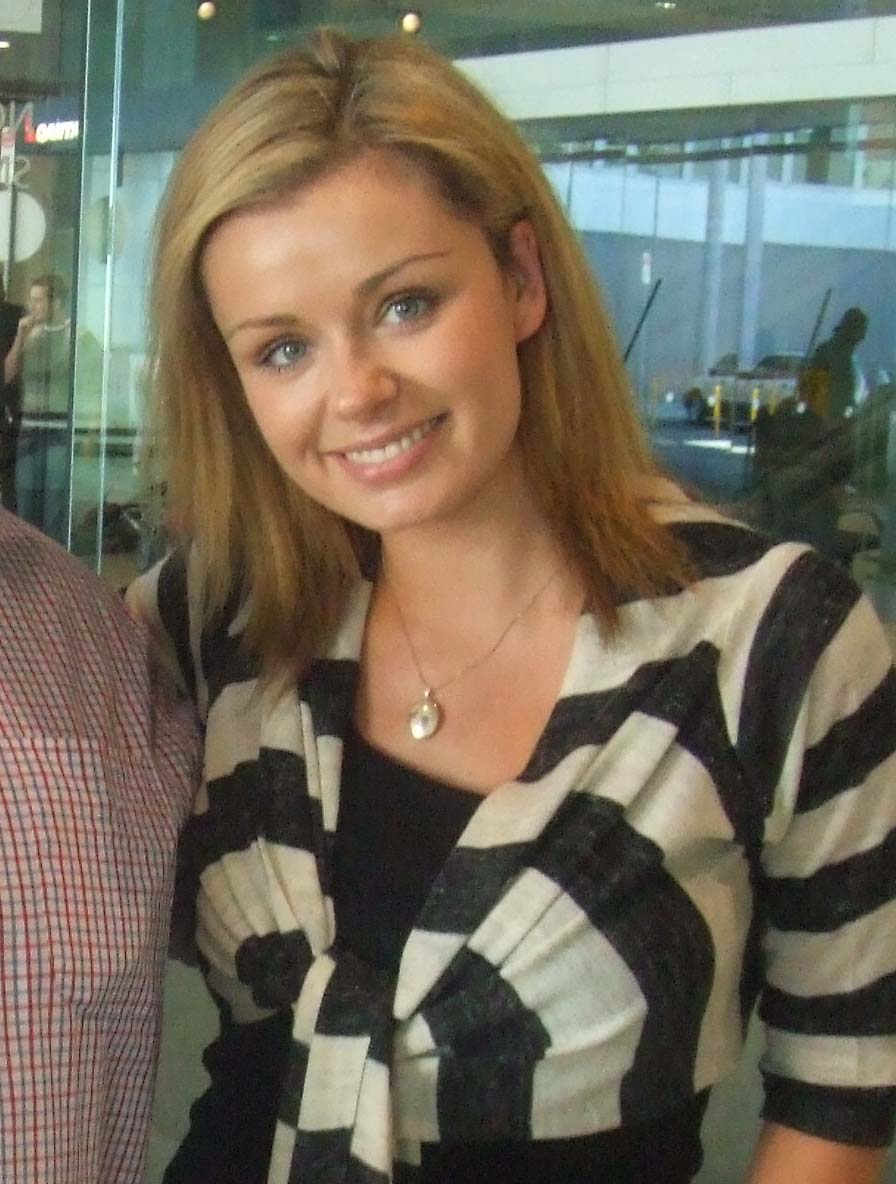
2006年10月

ウェールズのニースで誕生。両親と姉ローラとともにニースで育つ。
ニースのアルダーマン・デイビス・ウェールズ聖公会小学校、Dwr-y-Felin総合学校、ゴルセイノン・カレッジに進学 。Calamity JaneやGuys and Dollsなどの作品に参加 。John Hugh Thomasの下でボーカルを学び、歌とピアノの両方で優れた成績を残した。
1991年から1996年にかけて、ロイヤル・スクール・オブ・チャーチ・ミュージック・カテドラル・シンガーズに参加し、女性のための最高賞であるセント・セシリア・アワードを獲得 。彼女は3年間、ウェールズ国立青少年合唱団のメンバーでもあり 、BBCラジオ2のウェールズ・クワイヤガール、およびBETウェールズ・クワイヤガールで優勝。 また、最も有望な若い歌手に対して与えられる、ペレンナバレー男性声合唱団奨学金を授与された。17歳のとき、王立音楽アカデミーで学ぶための奨学金を獲得し優等で卒業し、音楽教師としての学位を授与された。
フリーランスのボイスコーチ、 ロンドン・アイのツアーガイド、そしてモデルとして働いた後 、モデルコンペティションに参加し、フェイス・オブ・ウェールズ2000を獲得。その後、彼女は音楽の道に進むことを決心 。ユニバーサル・クラシックス・ジャズは彼女のデモを聞いて面接に招いた。面接の場で、ジェンキンスはロッシーニの「セビリアの理髪師」を披露 。ユニバーサルはジェンキンスと6作のアルバム発売を契約。この契約には百万ポンドの価値があると伝えられている。  

## アルバムの成功
ジェンキンスのスタジオアルバム7作のうち6作は、2004年から2008年の間にイギリスのクラシックチャートで1位になり、合計4百万部以上を売り上げた。最初のアルバム”Premiere”リリース後、これまでで最も速く売れたメゾソプラノになり、同じ年に2つのナンバー1アルバムを出した最初のイギリスのクラシカル・クロスオーバー歌手となった 。女性として初めて2回連続でクラシック・BRIT・アワードを受賞。セカンドアルバム"Second Nature"は、 全英アルバムチャートで16位となり、2005年のBRIT・アワードで年間最優秀アルバムを受賞。
2005年8月28日、ドリー・パートンの「 I Will Always Love You 」のイタリア語版（ "L'Amore Sei Tu"）をウエスト・ヨークシャーのノステル・プライオリーで初演。同曲は、3枚目のアルバム"Living a Dream"に収録された。アルバムがリリースされた後、クラシカル・クロスオーバー・ミュージックチャートのトップ3を独占  。このアルバムは、ほぼ1年間1位のポジションを維持し、ポップアルバムチャートでも4位となった 。
2006年11月6日、4番目のアルバム"Serenade"がリリースされ、最初の1週間で50,000部以上の売り上げを記録 。HMVのクラシックチャートでアルバム上位4位を独占した。
2007年11月19にリリースされた5枚目のアルバム"Rejoice"には、テイク・ザットのゲイリー・バーロウによってジェンキンスのために作詞された2曲が含まれている 。同アルバムは、スパイス・ガールズとガールズ・アラウドを上回りポップ・アルバム・チャートの第3位となった 。ジェンキンスは、「若い頃は、スパイス・ガールズやセリーヌ・ディオンよりも売れるようになるとは想像もしていなかった。ファンのサポートにはいくら感謝してもし足りない」と語った 。
2008年10月20日、ユニバーサール・ミュージックとの契約上最後のアルバムとなる"Sacred Arias"をリリース。10月19日、デイリー・テレグラフ紙は、ジェンキンスがワーナー・ミュージックと、クラシックレコーディングの史上最高額となる1,000万米ドル（580万ポンド）で契約したと報じた 。
2009年10月26日、ワーナー・ミュージックからの最初のアルバムである"Believe"をリリース。 このアルバムでは、アンドレア・ボチェッリ、アンドレ・リュウ、クリス・ボッティらと共演。2009年10月から11月にかけて複数のテレビ番組に出演。チルドレン・イン・ニード・ロック・アルバート・ホールに出演し、チェロ奏者のジュリアン・ロイド・ウェバーと共演し、ゴッドファーザー「愛のテーマ」を披露。 2010年5月23日、アルゼンチンで現地のテレビ番組に出演し「愛のテーマ」を披露 。
2011年にアルバム"Daydream"を、2012年にはクリスマスアルバム"This is Christmas"をリリース。
その後デッカ・レコードに移籍し、2014年にアルバム”Home Sweet Home"をリリース、2016年にアルバム"Celebration"をリリース。
2017年8月、イギリスのラジオ局クラシックFMは、ジェンキンスが、ルチアーノ・パヴァロッティやアンドレ・リュウリエウなどを破って過去25年間で最も売れたクラシックアーティストであることを発表した。
2018年11月、13枚目のスタジオアルバム"Guiding Light"をリリース。2019年5月に同アルバムはチャート1位となり、クラシックアーティストとしては初のナンバー1アルバム13枚を達成した。

## コンサート
2003年10月、ローマ教皇ヨハネ・パウロ2世の就任25周年に敬意を表してウェストミンスター大聖堂で歌唱し、その後、ツアーでウェールズ出身の歌手アレッド・ジョーンズをサポートしたときに、最初に世間の注目を集めた   。2003年にオーストラリアで開催されたラグビーワールドカップにおいて、シドニー・オペラハウスに初出演。2004年8月、ヘイリー・ウェステンラとニューヨーク・ジョーズ・パブ（Joe's Pub）で共演し、初の米国公演を果たした。
2005年、イギリス・アイルランドのホーム・ネイションズの国歌The Power of Fourの初演を務める。同年、ラグビー大会シックス・ネイションズではラグビーウェールズ代表の試合ではウェールズ国歌「我が父祖の土地 」を歌唱 。
2005年1月22日、 スマトラ島沖地震被災者のためにカーディフで開催されたチャリティコンサート”Tsunami Relief Concert"に出演。同年、ソロアーティストとして初の米国ツアーを開催。5月、ヨーロッパ戦勝記念60周年に際し、トラファルガー広場で15,000人の聴衆を前に歌唱  。同年開催されたチャリティコンサートLive 8では、ベルリンのステージで、アメイジング・グレイスを歌い 、後に、2,500のポピーで作られたドレスを着用しコヴェント・ガーデンで開催されたポピー・アピールに参加した。
2005年8月27日、カーディフのミレニアム・スタジアムで74,213人の観客が観戦したラグビーリーグチャレンジカップ決勝戦で「日暮れて四方は暗く」を歌唱。
2005年11月21日、TV番組Royal Variety Performanceに出演し、女王エリザベス２世の前でドナ・サマーの曲"I Feel Love"を歌唱 。同12月11日、ノルウェーのオスロで行われたノーベル平和賞コンサートに出演した。
2006年11月、ロイヤル・アルバート・ホールで行われた王立英国軍団記念祭に出演し、ウェールズ出身の歌手James Foxと共演 。
2007年7月、南ウェールズMargam Parkでコンサートを開催し、ポール・ポッツ、ファン・ディエゴ・フローレスと共演  。
2007年11月、ロイヤル・アルバート・ホールで行われた王立英国軍団記念祭に再度出演。
2007年11月、マンチェスターにて、 マドンナやジュディ・ガーランド（1969年没）を含むスターに敬意を表して、バレリーナダーシー・バッセルと共に、Viva la Divaと題したステージに出演   。ジェンキンスはこのためにタップダンスと週に8時間の振り付けのレッスンを受け、1日3マイル走って体を鍛えた 。
2008年5月17日、FAカップ決勝カーディフ・シティFC対ポーツマスFC戦にてウェールズ国歌を斉唱 。
2009年の初め、韓国でプラシド・ドミンゴと共演。ドミンゴとは、2007年のアテネ、2008年の香港に続いて3度目の共演であった。その後、2009年5月にもクラシック・ブリット・アワードで共演している。
2009年7月8日、カーディフで行われた、クリケットイングランド対オーストラリア戦（Ashes Test Series）の開会式に出演。 同年9月12日、ロンドンハイド・パークで開催された、BBCプロムスに出演。
2009年11月12日、ロイヤル・アルバート・ホールにて、チェリストのジュリアン・ロイド・ウェバーとともにチャリティイベントChildren in Needに出演。 同月、PBS放送クリスマス・スペシャルにてアンドレア・ボチェッリと”I Believe”をデュエット。なお、このデュエットはボチェッリのアルバム"My Christmas"に収録されている。
2010年7月3日、チェルトナム競馬場にて、国立交響楽団、ヴァイオリニストのダイアナ湯川と共演 。
2013年3月から4月にかけて、イル・ディーヴォ初のヨーロッパツアーに参加。 同年、ワシントンDCで開催された米国メモリアルデイコンサートに参加し、 アンドルー・ロイド・ウェバーの"Requem"からのセレクションと、ロジャース＆ハマースタインのミュージカル「回転木馬」より”You Never Never Alone"を披露。

## テレビ出演
2006年12月23日、ITVのショー番組Parkinsonに出演。
ITVのソープオペラEmmerdaleに2度カメオ出演している。
2007年7月、BBC1の野生動物保護チャリティ番組Saving Planet Earthにライブ出演。
2007年8月12日、ITVの番組Britain's Favourite Viewに出演し、イギリスで最も好きな景色として、家族で週末に過ごしていた場所である、南ウェールズガワー半島（Gower Peninsula）のスリー・クリフス・ベイ（Three Cliffs Bay）を挙げている 。
2007年10月21日、Strictly Come Dancingに出演しTime to Say Goodbyeを歌唱。第79回Royal Variety Perfomanceに出演し、女王エリザベス2世の前で、Viva La Divaのショーの一部を披露、この模様は2007年12月9日に放送された 。12月15日、テレビ番組Xファクターにてリディアン・ロバーツと共演し、You Raise Me Upを歌唱 。
2010年、ITV番組Popstar to OperastarおよびMagic Numbersに出演。同年、テレビドラマドクター・フーのクリスマススペシャル「クリスマス・キャロル」でアビゲイル役を演じ、演技デビューを果たす。
2011年4月11日、 米ABCの番組Dancing with the Stars に出演し、Con tepartirò（Time to Say Goodbye）とO mio babbino caroを披露。
2011年10月23日、ロンドンウェンブリー・スタジアムで行われたNFLタンパベイ・バッカニアーズ対シカゴ・ベアーズ戦に先立ち、英国歌ゴッド・セーブ・ザ・クイーンを歌唱。この様子は米FOXにて放送された。
2012年、米国のダンス番組Dancing with the Starsに参加。Mark Ballasとペアを組み、結果は準優勝であった  。
2012年7月、ユタ州ソルトレイクシティにて、モルモンタバナクル合唱団と共演。BYU-TV系列局およびPBS系列局で放送された。
2017年4月、ITV1にて、ブリテンズ・ゴット・タレント優勝者でマジシャンのRichard Jonesのアシスタントを務めた 。
2017年7月、BBC1の宗教番組"Songs of Praise"のメインプレゼンターに就任することが発表された。 
2018年6月、ロンドンのロイヤルアルバートホールで行われたClassical Brit Awardsに出演し、映画「グレイテスト・ショーマン」より"Never Enough"を歌唱 。
2020年、ITVの番組The Masked Singerに出演、3位となった。

## 私生活
父親セルウィンは、ジェンキンスが15歳のときに70歳で肺癌で亡くなっており  、ジェンキンスは受け取った各賞を父に捧げている。ジェンキンスは、天国を信じていると語り、「私の父はどこかで善行を積んでいると思います。」  と発言している。
2005年と2006年のクリスマス時期、兵士慰問のためにイラクに現地入りしている 。
2008年1月28日、ジェンキンスの自伝"Time to Say Hello"が発売された。同自伝はタブロイド紙The Mail on Sundayでも連載された。
新聞の取材に応じて、「ドラッグを服用したことは人生の最大の後悔だ」と語っている 。
2007年、サンデー・タイムズ紙は、ジェンキンスの推定資産900万ポンドとし、英国で62番目に裕福な若者とした 。2010年、同紙は、ジェンキンスの推定資産を1,100万ポンドとし、レオナ・ルイスやシャーロット・チャーチと並んでランクを11位とした。
2010年7月、ジェンキンスはテレビの司会者Gethin Joneとの交際を報じられたが、2011年12月30日、両名とも別れたと発表した。
肺がんで死去した父親の追悼のため、 2013年ロンドンマラソンに際し、Macmillan Cancer Supportに25,000ポンドを寄付している。なお、ジェンキンスのレコードは5時間26分であった。
2013年10月、アメリカの芸術家であり映画俳優でもあるAndrew Levitasとの交際を開始した。二人は2014年4月に婚約を発表、同9月27日にハンプトン・コート宮殿で結婚し、ニースの牧師が祝福を行った。2015年9月、ニューヨークにて娘Aaliyah Reghを出産、2018年4月、息子Xander Robert Selwynを出産。

## 勲章
音楽活動と慈善活動を評され、2014年、大英帝国勲章を授与された。 

## ディスコグラフィー

### アルバム
- プルミエール Première （2004年）
- ディーヴァ Second Nature （2004年) / La Diva （2005年）
- 夢を生きて Living A Dream （2005年）
- セレナード Serenade （2006年）
- フロム・ザ・ハート〜キャサリン・ジェンキンス・ベスト From The Heart (2007年）
- リジョイス～喜びの時 Rejoice （2008年)
- アヴェ・マリア〜セイクリッド・アリアズ Sacrid Arias （2008年）
- ビリーヴ Believe （2009年）
- Daydream (2011年)
- This is Christmas (2012年)
- Home Sweet Home (2014年)
- Celebration (2016年)
- Guiding Light (2018年)
- Cinema Paradiso (2020年)

### シングル
- Time To Say Goodbye （2005年)
- Green Green Grass of Home （2006年）
- 千の風になって （2007年)
- iTunes Live from London（2010年）iTunes Store限定販売

### ビデオ
- キャサリン・ジェンキンス・ライヴ 2006 Live at Llangollen （2006年)

### 公式サイト
- Katherine Jenkins Official Site（英語。KatherineJenkins.co.uk/KatherineJenkins.com）
- Katherine Jenkins - Myspace
- ユニバーサル・クラシックス (Universal Classics): キャサリン・ジェンキンス
- ワーナーミュージック・ジャパン - キャサリン・ジェンキンス

### リソースサイト
- OOPS! - アーティスト: Katherine Jenkins （キャサリン・ジェンキンス）
- Internet Movie Database (IMDb): Katherine Jenkins（英語）
- BBC Wales: Katherine Jenkins（英語）